# Agaricomycotina
Agaricomycotina (лат.) — подотдел грибов из отдела базидиомикота (Basidiomycota). Включает более 20 000 описанных видов, примерно 98% из которых относятся к классу Agaricomycetes — шляпконожечные грибы, трутовики, рогатики, дождевиковые и другие. Грибы, не включённые в Agaricomycetes — дрожалковые, некоторые дрожжи, уховидные грибы (классы Dacrymycetes и Tremellomycetes).
Подотдел включает виды грибов из различных экологических групп: микоризообразователей (Boletus satanas), сапротрофов (Mutinus ravenelii), паразитов деревьев (Heterobasidion annosum), травянистых растений (Thanatephorus cucumeris), человека (Filobasidiella neoformans) и других грибов (Tremella mesenterica). Среди Agaricomycotina присутствуют как сильно ядовитые (Galerina autumnalis, Amanita phalloides) и галлюциногенные (Psilocybe cubensis), так и съедобные виды (Russula virescens, Cantharellus cibarius). Самые крупные плодовые тела у Rigidoporus ulmarius и Bridgeoporus nobilissimus. Грибы Armillaria gallica имеют самый длинный мицелий.

## Классы
- Agaricomycetes Doweld, 2001 — Агарикомицеты
- Dacrymycetes Doweld, 2001 — Дакримицеты
- Tremellomycetes Doweld, 2001 — Тремелломицеты